# Wuppertals hängbana

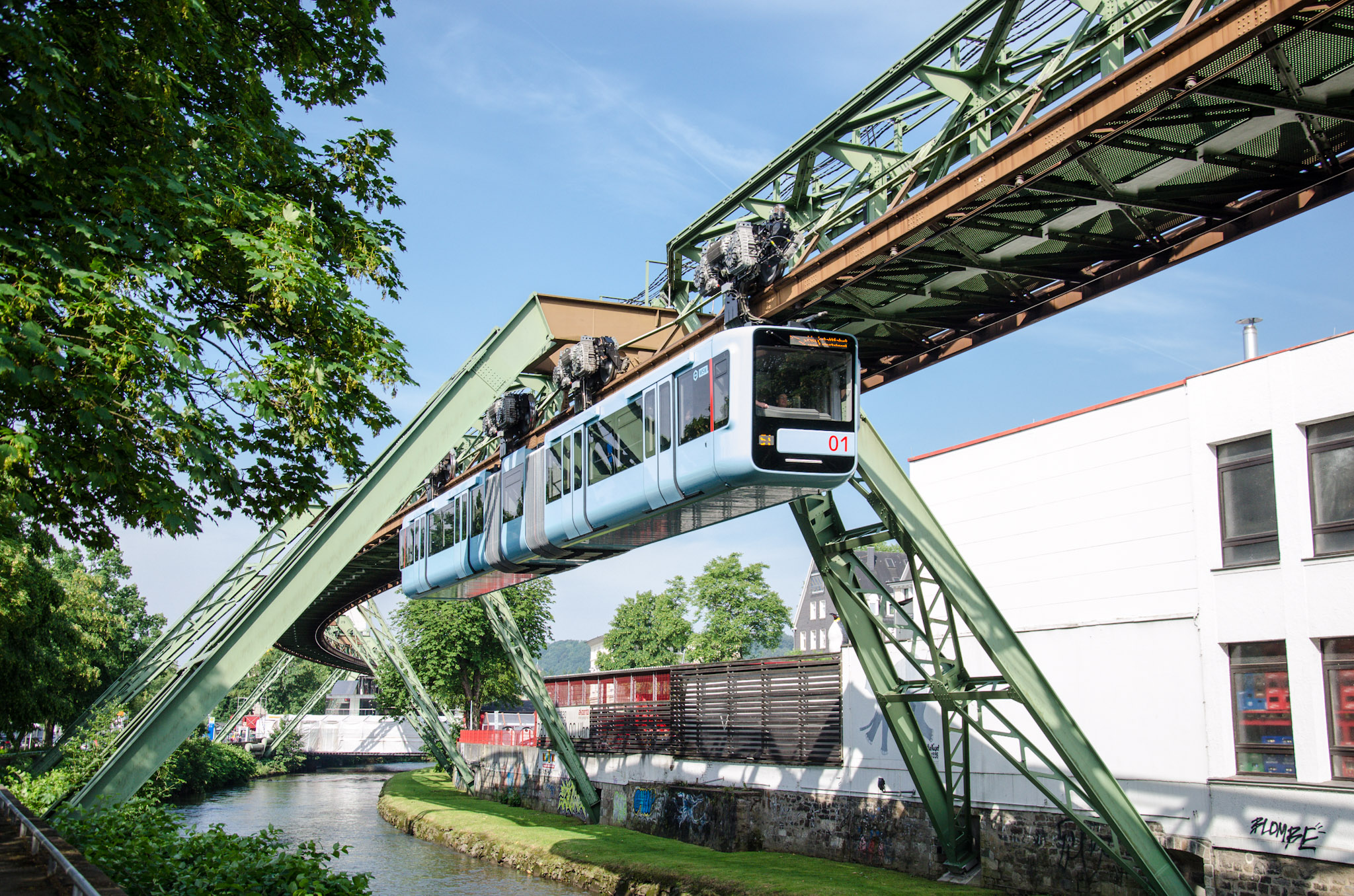
Schwebebahn med ny vagnmodell i första testtrafik i juni 2016 mellan stationerna "Adlerbrücke" och "Alter Markt".

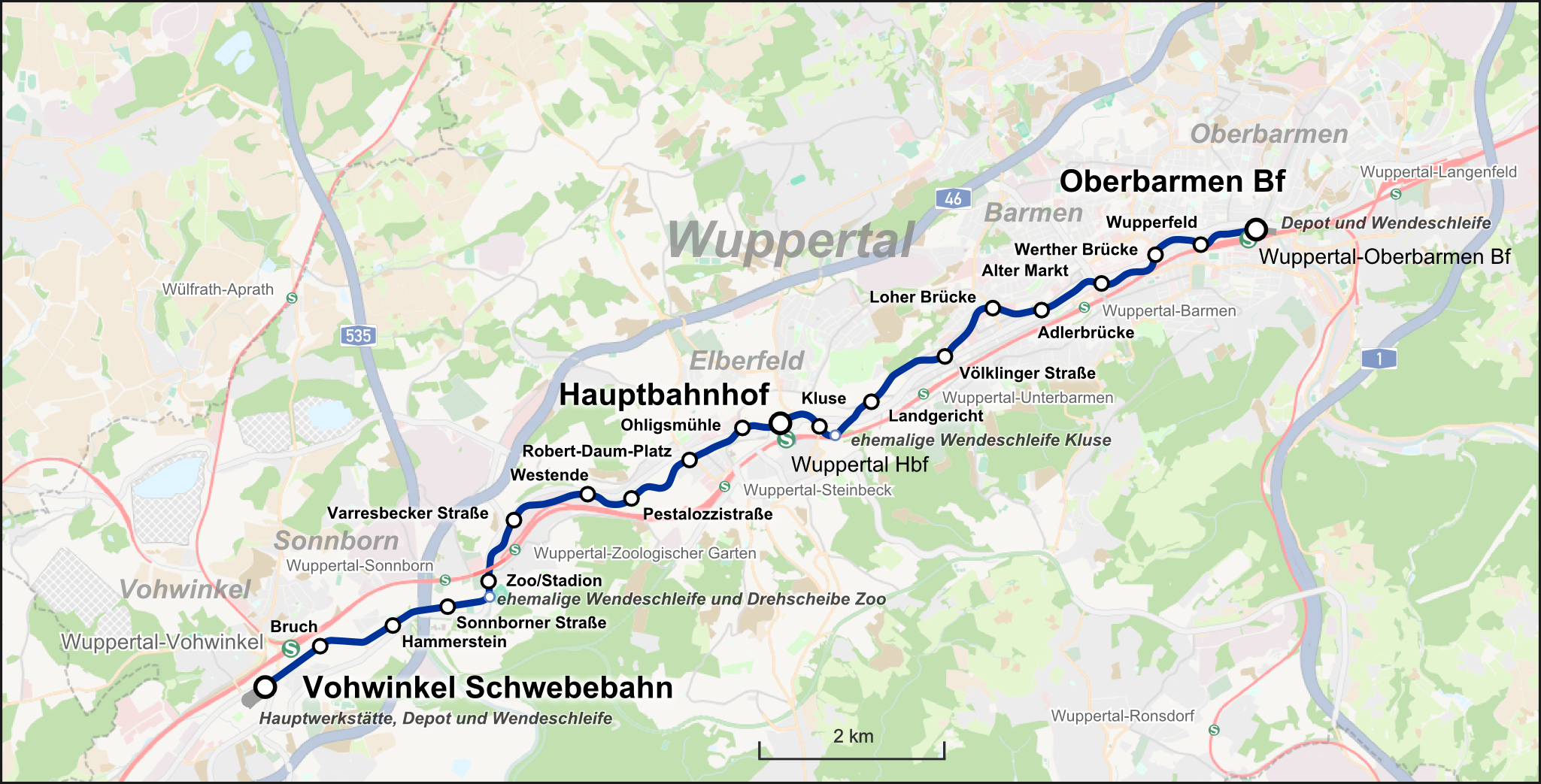
Bankarta.

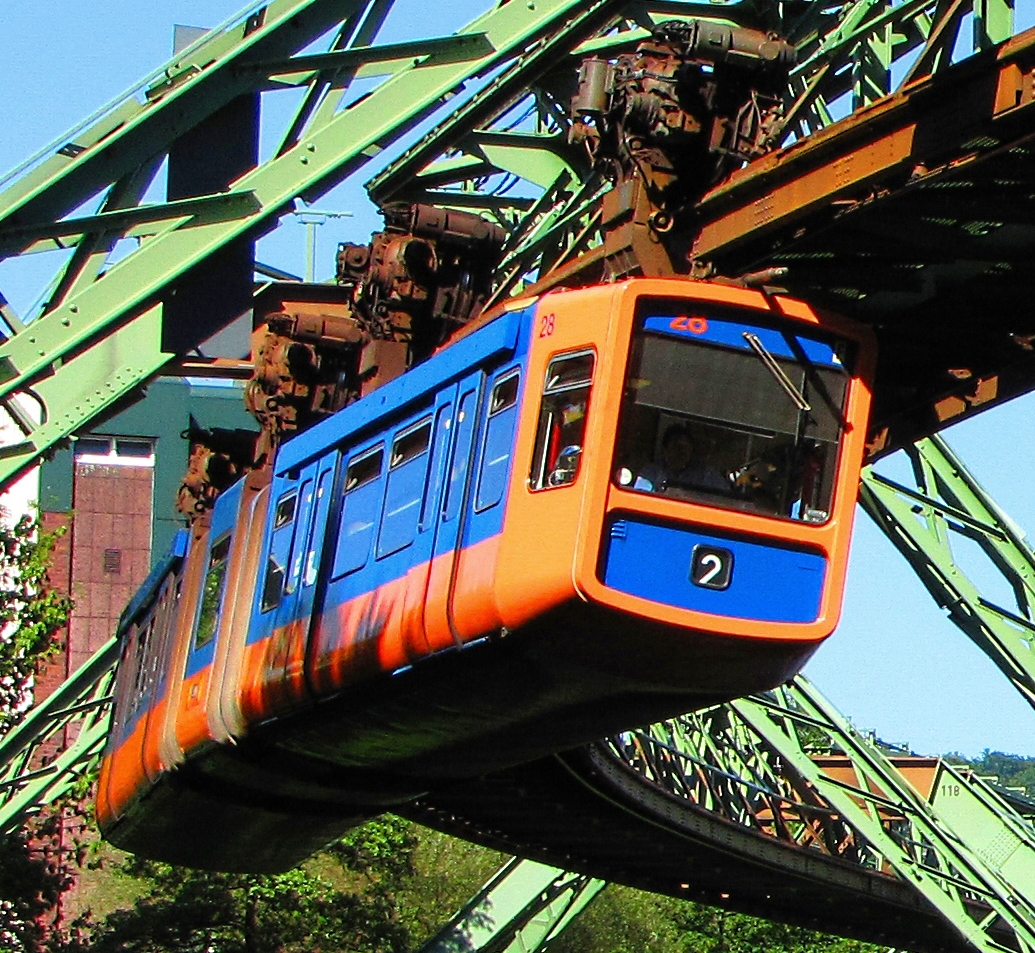
Vid Elberfeld.

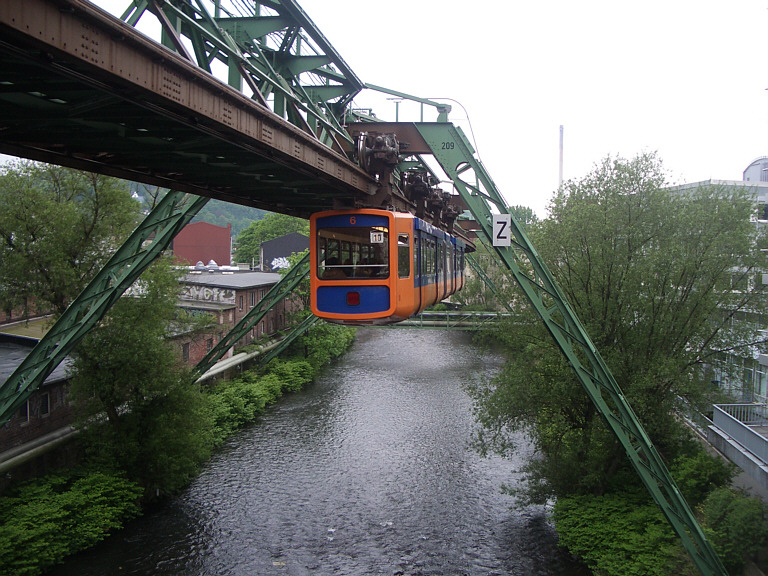
Över floden Wupper.

Wuppertals hängbana, tyska: Wuppertaler Schwebebahn, är en tysk hängbana för lokaltrafik med vagnar som förflyttar sig hängande under en balk, även kallad balkbana, i Wuppertal i Ruhrområdet. 
Hängbanan byggdes 1897–1900, öppnades för trafik 1901 och är fortfarande i bruk. Den är 13,3 kilometer lång och förbinder Wuppertals stadsdelar från Vohwinkel i väster till Oberbarmen i öster. Schwebebahn drivs av Wuppertaler Stadtwerke (WSW) och skiljer sig från den vanligaste typen av monorail genom att vara en hängbana, där vagnarna rör sig hängande 12 meter över floden Wupper. Den binder samman Wuppertalområdet längs med floden Wupper och är genom sin konstruktion separerad från andra trafikslag. Tågen går med fyra till sex minuters mellanrum och transporterar över 23 miljoner passagerare per år.

## Historik

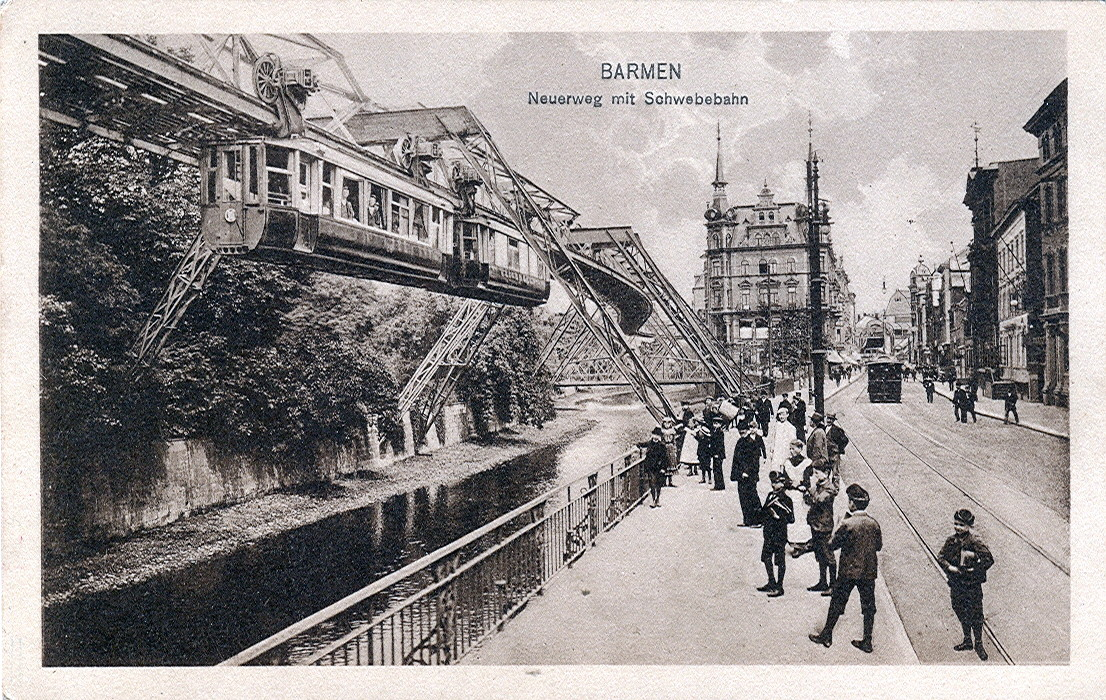
Hängbanan i Barmen 1914.

Det fanns flera argument för konstruerandet av Wuppertals hängbana, vilken länkades samman de dåvarande städerna Barmen och Elberfeld, vilka senare kom att utgöra tätorten Wuppertal. I slutet av 1800-talet hade städer längs med floden Wupper vuxit sig så stora att de började växa samman till en agglomeration, det som 1929 slogs samman till Wuppertal. I detta stadsområde bodde 400 000 personer i slutet av 1800-talet. Orsaken till den snabba utvecklingen var industrialiseringen i området, med sina stora textilindustrier. Den industriella utvecklingen och befolkningstillväxten tog tidigt fart och accelererade från 1870-talet.
Behovet av transporter var stort, men transportvägarna räckte inte till, då de hade anlagts för gångtrafik och hästskjutsar. Gatorna var inte breda, eftersom städerna aldrig varit residensstäder som byggts representativt med breda gator. I detta läge såg städerna Barmen och Elberfeld möjligheter med ny teknik. Till en början kunde spårväg och järnväg lösa transportproblemen, men de hade snart nått maxkapacitet. År 1889 tillsattes en kommission för att utreda möjligheterna till ett transportsystem, vilken blev en gemensam kommission för Barmen och Elberfeld.

### Eugen Langen
Den första kända idén till en hängande järnväg hade Henry Palmer i England 1824, men denna idé om en hängande hästdriven järnväg utvecklades inte vidare. År 1826 framfördes de första tankarna om att konstruera en hängande järnväg över floden Wupper. Det system som senare valdes, var en konstruktion av Eugen Langen från 1880-talet. Langen hade skapat hängbanor för att transportera gods i sin sockerfabrik. Systemet patenterades av Langen 1892 och en provbana byggdes av Van der Zypen & Charlier i Köln-Deutz., där Langen testade sitt system och experimenterade med en skena med hängande vagnar. Langen kunde övertyga de ansvariga i Barmen, Elberfeld och Vohwinkel om systemets förtjänster. Han kallade det "Schwebebahn" ("svävbana"), eftersom banan tycktes sväva över marken.
Fördelen som Langen såg var att systemet kunde byggas i områden med ogynnsam terräng. Langens förslag sågs ha fördelar jämfört med de högbanor som vid samma tid planerades och byggdes i Berlin och Hamburg; konstruktionen med balkbana var lättare och möjliggjorde högre kurvhastighet än vad en högbana skulle göra. Avgörande blev också att det med hänsyn till städernas läge och topografi räckte med en stamsträcka. De viktiga delarna av området låg alla i närheten av Wupper. Vidare gjorde områdets topologi att man inte kunde bygga tunnelbana med dess stora andel grundvatten.

### Anläggande

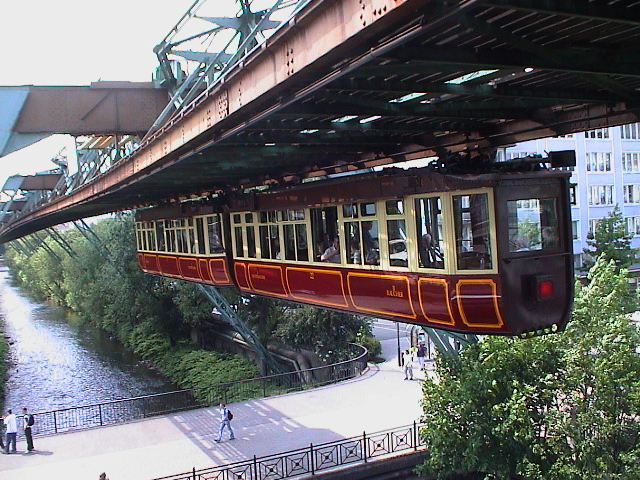
Kejsarvagnen

Langens provbana i Köln visades för företrädare för Wuppertal och 1894 beslöts byggandet av balkbanan och i december samma år skrevs ett avtal med Elektrizitäts-Aktiengesellschaft vormals Schuckert & Co. (senare del av Siemens AG) att bygga banan mellan Barmen och Elberfeld. 1895 följde ett avtal med Vohwinkel om att bygga vidare banan från stationen Zoo dit. Projektet genomfördes genom att bilda ett konsortium mellan Eugen Langen, Van der Zypen & Charlier och Schuckert. För uppförandet engagerades fyra olika bolag: MAN, Harkort & Co, Union och Gutehoffnungshütte.
År 1898 började anläggandet, och den 1 mars 1901 kunde banan invigas. Hela banan kunde tas i bruk drygt två år senare, den 27 juni 1903. Projektet hade då kostat 16 miljoner guldmark med ett omfattande arbete för att planera systemet. Hela systemet som det än idag ser ut var klart 1903 med en sträckning på 13,3 km. För att konstruera banan gick det åt 19 200 ton stål för att bygga konstruktionerna som bär upp banan och stationerna. Redan 24 oktober 1900 åkte kejsar Vilhelm II av Tyskland med banan med den vagn, som blivit känd som Kejsarvagnen (Kaiserwagen). Den tyska kejsaren åkte tillsammans med kejsarinnan mellan stationerna Döppersberg (numera Wuppertal Hauptbahnhof) och Vohwinkel.

### Trafikstart
Banan gick från starten i tiominuterstrafik, men gick snabbt över i femminuterstrafik. Under premiärdagens första tio timmar hade banan 10 000 resenärer, och polis fick kallas in för att klara anstormningen. Första världskrigets utbrott innebar minskat antal passagerare och även åren efter kriget var antalet passagerare lågt innan det åter steg. Kriget gjorde också att kvinnor anställdes vid hängbanan när männen kallades in till krigstjänstgöring. Den franska ockupationen av Vohwinkel efter kriget gjorde också att antalet passagerare minskade. 1926 följde den nya stationen Döppersberg som ersatte den ursprungliga i jugendstil. Stationen var inte anpassad för det höga antalet passagerare och ersattes av en byggnad i sten. År 1929 fusionerades Barmen och Elberfeld med andra omkringliggande orter till Barmen-Elberfeld som 1930 antog namnet Wuppertal.
Under andra världskriget förstördes balkbanan och under perioder var trafik helt inställd. Bland annat förstördes slutstationen i Vohwinkel nyårsnatten 1944 och senare också slutstationen i Oberbarmen. Trafiken låg nere från krigsslutet, och den 15 april 1945 ställdes den helt in. Fram till 1946 reparerades banan etappvis och påsken 1946 kunde vagnarna köras längs med hela sträckan. Arbetet sinkades av högt vattenstånd och brist på material och arbetare. Återuppbyggandet innebar även ändringar, bland annat valde man att inte återuppbygga stationerna Alexanderbrücke och Kluse. 530 ton stål kom att användas vid reparationerna av banan efter kriget. År 1950 levererades en ny vagnpark av Westwaggon.

### Modernisering

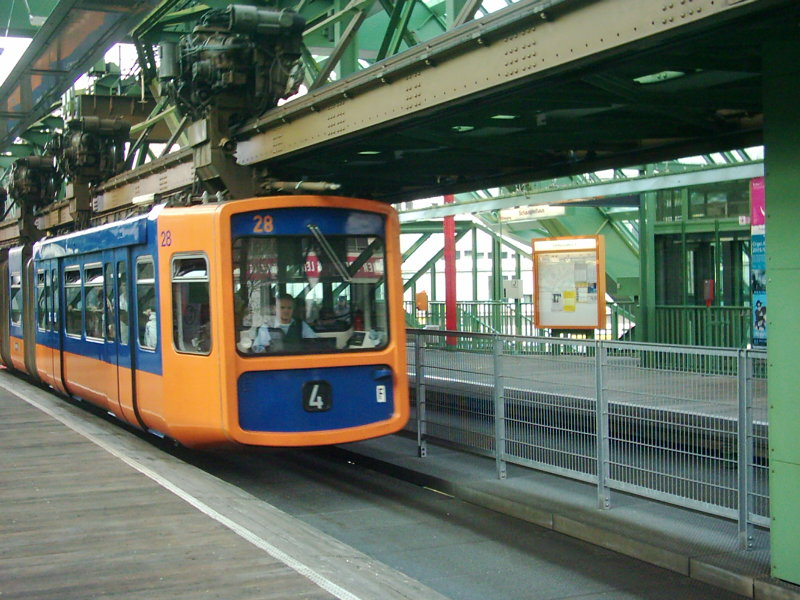
WSW GTW 72

Under 1960-talet ändrades förutsättningarna då Wuppertals stad valde att lägga ner delar av spårvägen, under 1980-talet lades all spårväg ner och ersattes av busslinjer som skulle fungera som matarlinjer till hängbanan. 1974 följde en ny konstruktion vid Sonnborn då motorvägen förlängdes och därmed krävde en ny bankonstruktion som var omkring två meter högre. Moderniseringen förde med sig att stationer återöppnats, stationen Ohligsmühle (1982) och Kluse/Schauspielhaus (1999). År 1999 följde även återinvigningar av stationerna Adlerbrücke och Robert-Daum-Platz efter renoveringar och 2000 de nybyggda stationerna Pestalozzistrasse och Loher Brücke.
Åren 1972–1975 införskaffandes 28 nya tredelade vagnar av typ WSW GTW 72. Dessa vagnar levererades av MAN och formgavs av Klaus Flesche. Nästan alla gamla vagnar skrotades, bland undantagen hörde de två så kallade kejsarvagnarna (Kaiserwagen). Föregångaren, modell 1950, hade med sina drygt 20 år en relativt kort användningsperiod.

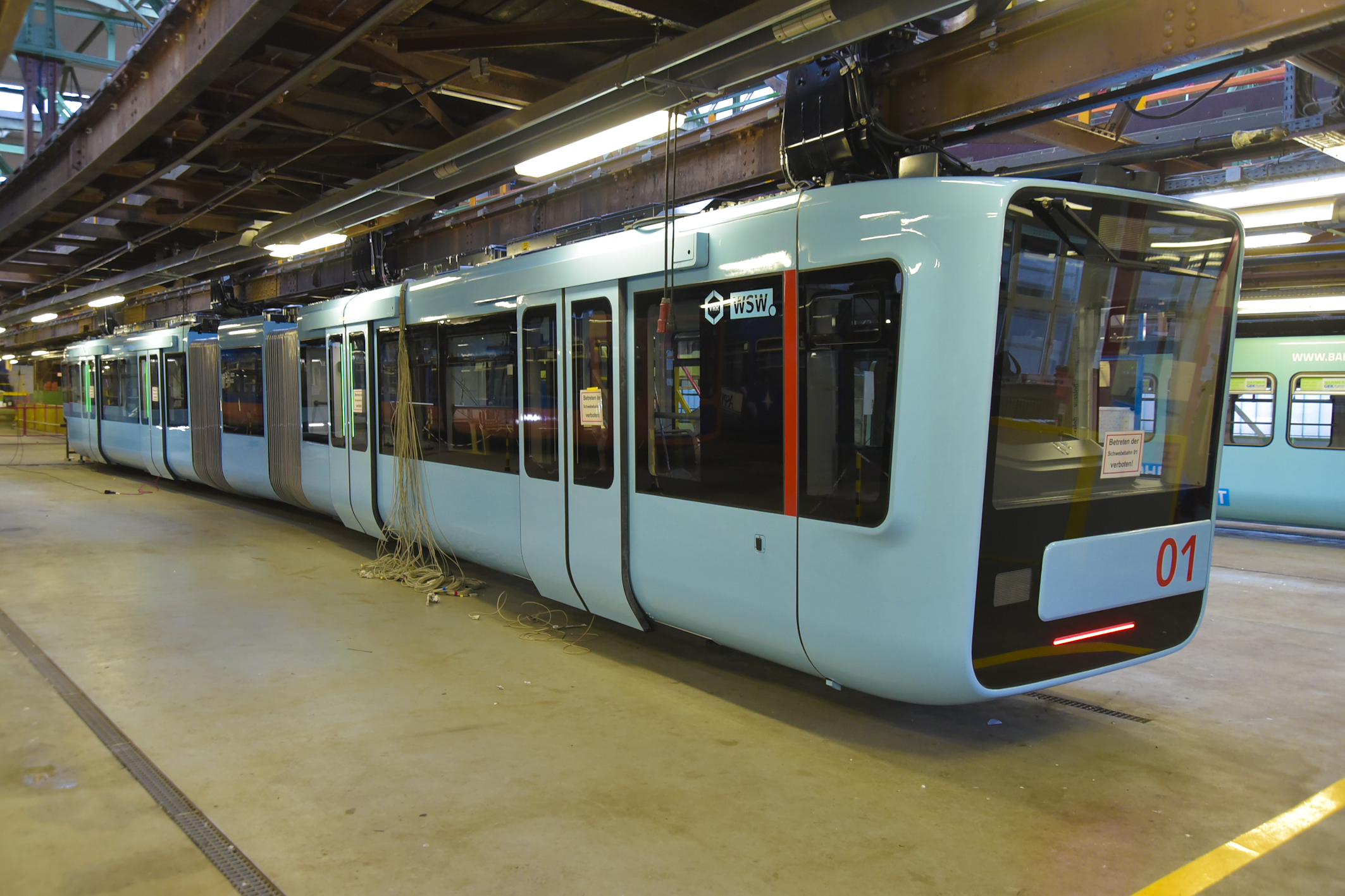
Den senaste vagnmodellen, "Generation 15", också med ny färgsättning

Under 1980-talet uppmärksammades problemen med den gamla stålkonstruktionen som krävde mycket underhåll och som innebär att trafiken ofta stod stil när delar av konstruktionen behövde bytas ut. Det fanns även problem med rost. Wuppertals stad beslöt sig för ett omfattande projekt som innebar att man bytte ut hela konstruktionen mot en modernare och samtidigt bytte ut skenorna mot modernare och tystare varianter. Systemet blev också bättre genom att stationer byggdes om eller ersattes av nya stationer, bland annat med hissar och trafikinformationssystem. 1995–1996 startade projektet där man moderniserade systemets balkar, skenor och stationer.
Under 2010-talket genomförs ytterligare en modernisering, då vagnparken byts ut mot 31 nya vagnar från Kiepe Electric där Prose AG i Winterthur, Schweiz, står för konstruktionen och designfirman büro+Staubach i Berlin för formgivningen. Vagnar tillverkas av Stadler Rail, tidigare Vossloh Espana, i Valencia. Det första ekipaget togs i trafik i slutet av 2016.

## Säkerhet och olyckor

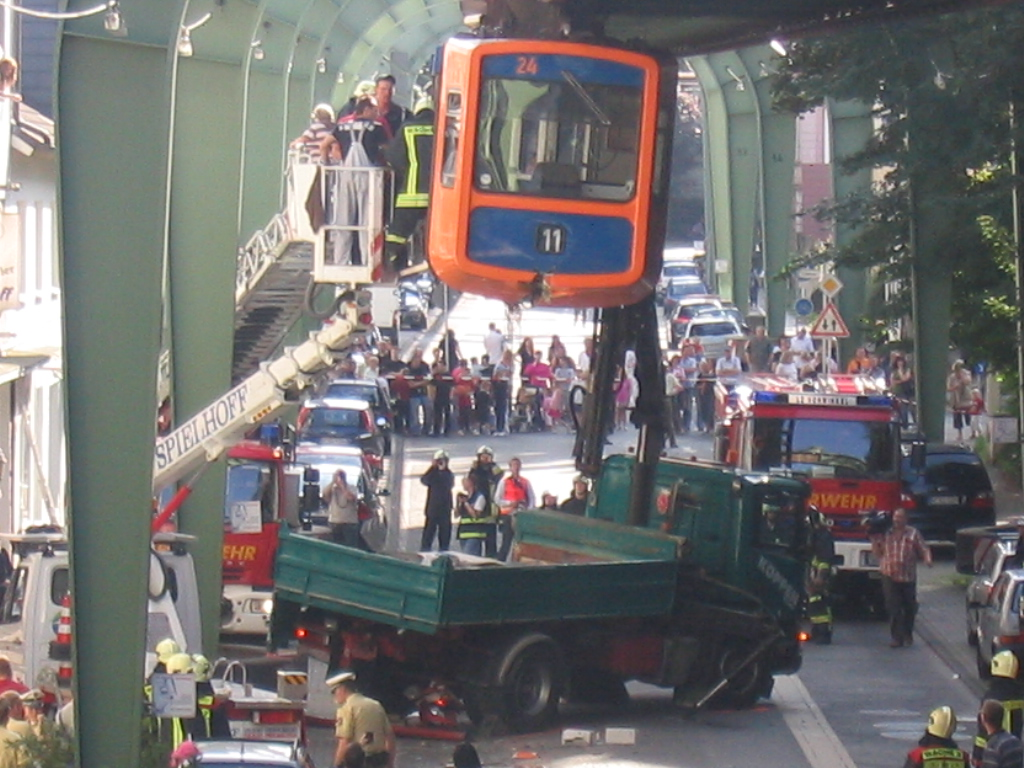
Olycka 2008

Systemet anses vara världens säkraste form av kollektivtrafik och genom sin konstruktion är det förskonat från många av de dödsolyckor som drabbar andra typer av spårbunden kollektivtrafik. Den första allvarliga olyckan inträffade 1917 då en vagn blev påkörd av en annan vagn och då rasade ner i Wupper. Ingen passagerare skadades allvarligt. 1950 skadades cirkuselefanten Tuffi lätt när hon sparkade sönder ett fönster på en banvagn och hoppade i Wupper. 1968 körde en lastbil på en av pelarna som håller upp banan vilket gjorde att trafiken fick ställas in en längre tid.
12 april 1999 inträffade den första dödsolyckan då en av vagnarna störtade i Wupper och fem resenärer dödades och 47 skadades. Olyckan orsakades av att ett verktyg lämnats på rälsen i samband med en renovering. På grund av tidsbrist kördes inte en testvagn och felet på rälset upptäcktes inte. Detta orsakade urspårningen. Idag har man infört nya föreskrifter där man måste testköra en sträcka efter arbeten på den.

## Teknik
Banan är ett monorailsystem där vagnen hänger på motorförsedda hjul som går ovanpå balken. Varje tåg rymmer 48 sittande och 130 stående passagerare och kan framföras i 60 kilometer i timmen.

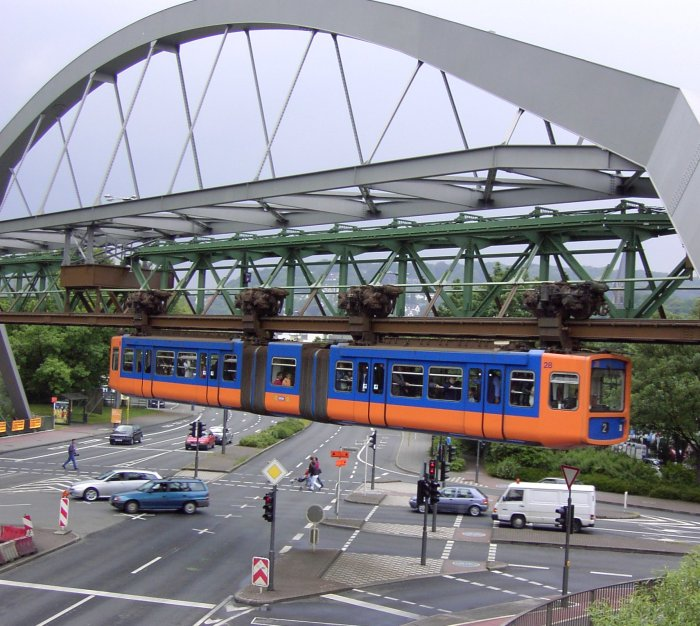
Elberfelder Kreuzung, mellan stationerna Robert-Daum-Platz och Ohligsmühle
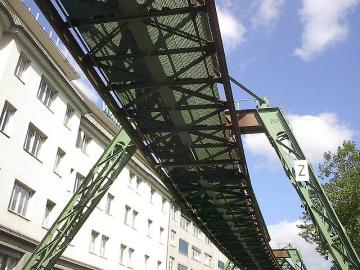
Spåren
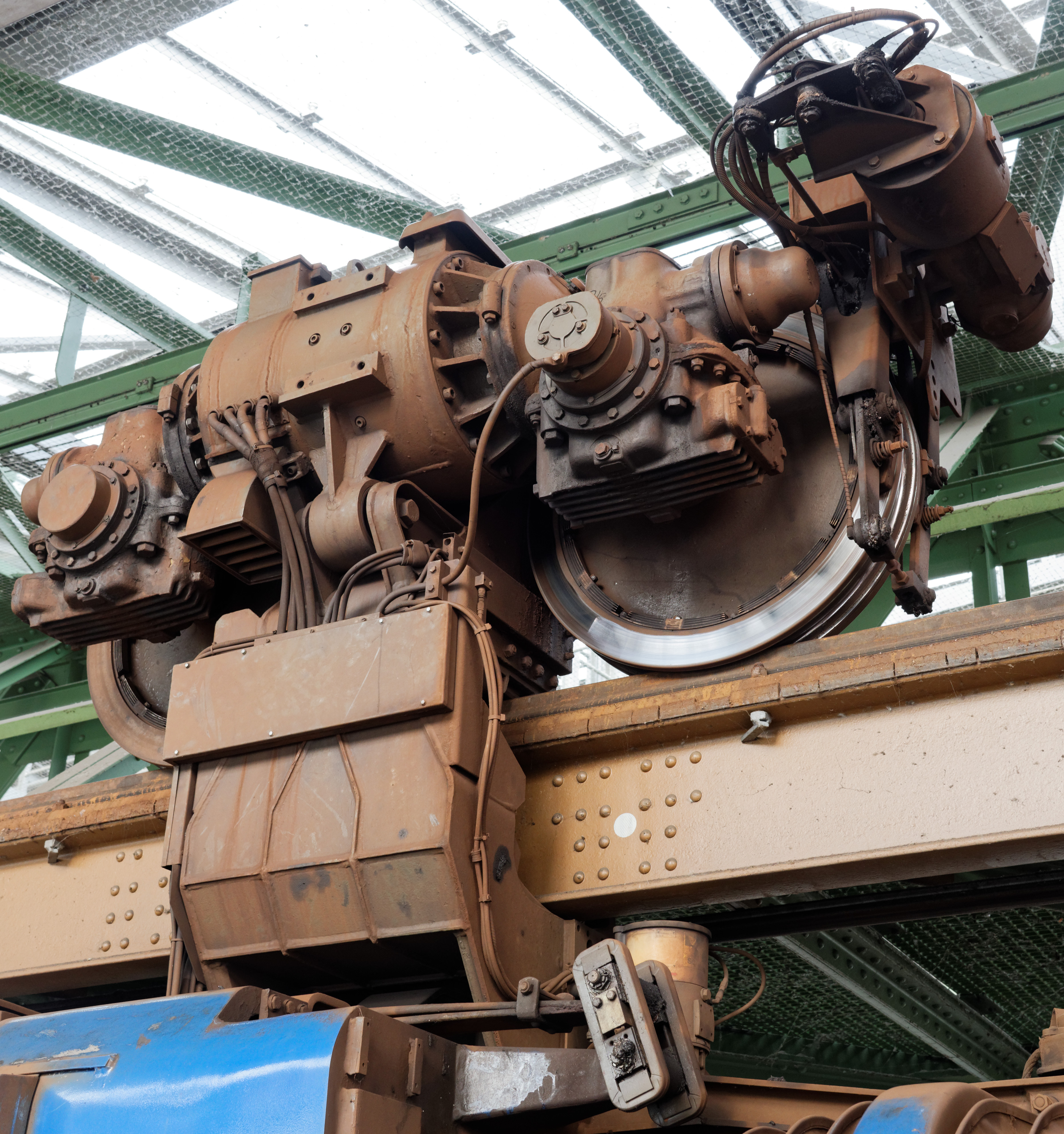
Motor och upphängningen

### Tekniska data
- Längd på sträckan: 13,3 kilometer
- Höjd över Wupper/gatunivå: 12/8 meter
- Passagerare/dygn: 85 000[9]

#### Tågen
- Modell: WSW GTW 72
- Längd: 24 meter
- Kapacitet: 178 (varav 48 sittande) passagerare

## Öppettider och trafik
- Öppettider: 5.20–23.00
- Turtäthet: 5.20–21.00 var 4–6 minut, efter klockan 21 var femtonde minut.
- Biljettsystem: Banan är en del av Verkehrsverbund Rhein-Ruhr och dess gemensamma taxesystem.

## Stationer

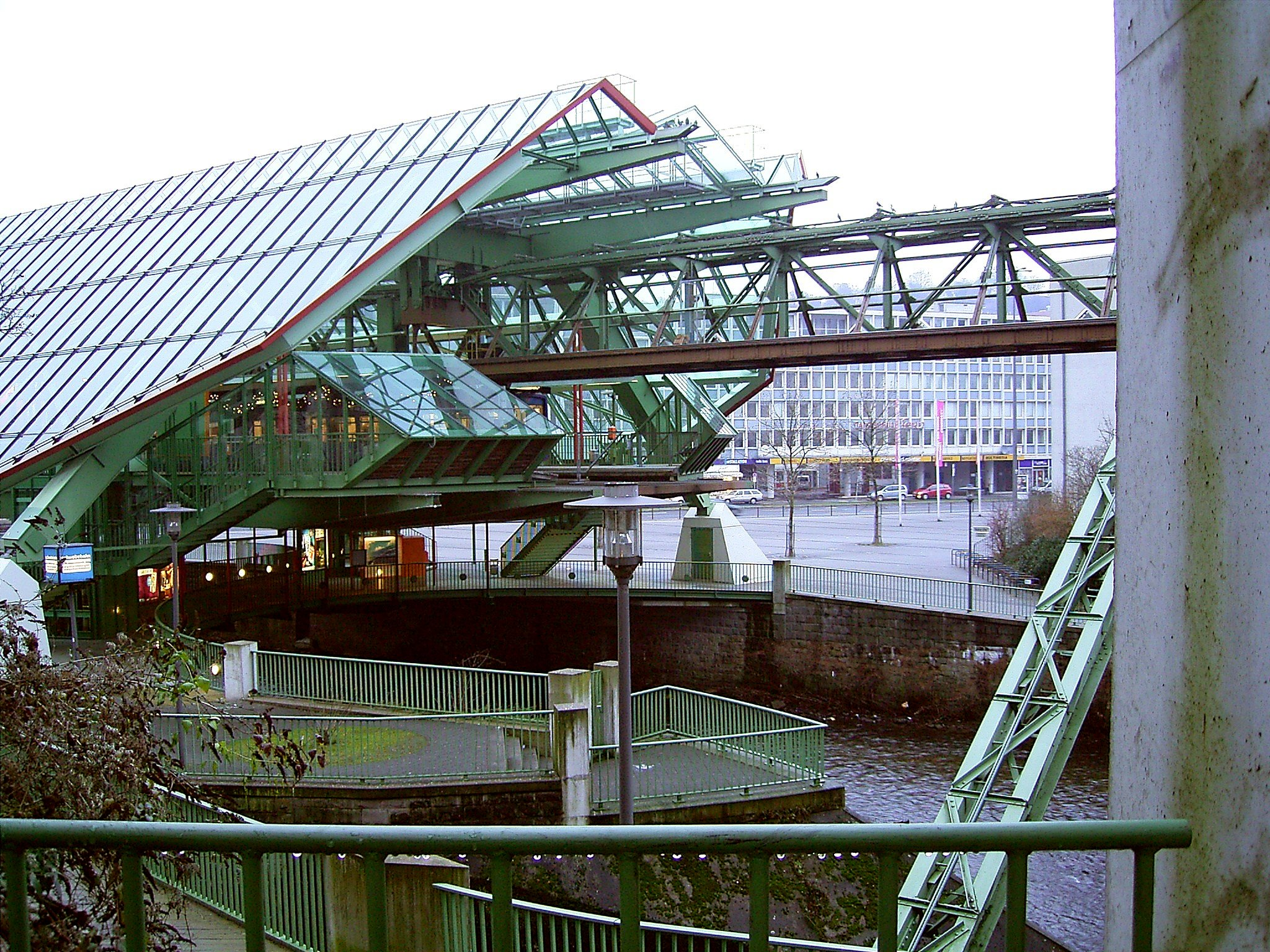
Stationen Kluse

Wuppertals hängbana har 20 stationer varav fyra är längs med den så kallade landsträckan som inte går längs med Wupper. Det är i genomsnitt 700 meter mellan stationerna och resan från ändstation till ändstation tar 35 minuter. I Vohwinkel återfinns en vagnhall där underhåll genomförs.

- Oberbarmen
- Wupperfeld
- Werther Brücke
- Alter Markt
- Adlerbrücke
- Loher Brücke
- Völklinger Strasse
- Landgericht
- Kluse
- Hauptbahnhof
- Ohligsmühle
- Robert-Daum-Platz
- Pestalozzistrasse
- Westende
- Varresbecker Strasse
- Zoo/Stadion
- Sonnborner Strasse
- Hammerstein
- Bruch
- Vohwinkel